# Anton Faura i Casanovas
Anton Faura i Casanovas (Barcelona, Barcelonès, 1834 — 1881) fou un sainetista català.
Algunes de les seves obres en forma de sainets costumistes i amb certs components paròdics foren Qui no té pa moltes se'n pensa (1875), Casament d'en Celdoni i la Margarida (1858), Divorci d'en Celdoni i la Margarida (1859) i El procurador (1864); en aquesta darrera se satiritza la figura del buròcrata castellanoparlant.